# 見立て殺人
見立て殺人（みたてさつじん）とはあるものに見立てて事件が装飾された殺人のこと。殺人が絡まないものも含めて単に「見立て」とも言い、推理小説におけるテーマの1つである。
見立てる対象によって「童謡殺人」「筋書き殺人」などとも呼ばれる。

## 概要
童謡や言い伝えなどある特定のものに見立てられて、死体や現場（発見現場ないし殺害現場）が犯人に装飾させられている殺人事件のことである（殺人にまで及ばないこともある）。筋立て通りに殺人が行われるという異様な不気味さを狙ったもので、トリックというよりもプロットに属するが、アガサ・クリスティの『ABC殺人事件』や横溝正史の『八つ墓村』のように、見立てることがトリックという例も少なくない。
江戸川乱歩は「類別トリック集成」の中で「童謡殺人」「筋書き殺人」という名称で見立て殺人を取り上げている。この中で乱歩は故人の言葉や古文書などの筋書き通りに恐ろしいことが起きるという着想は、日本の古い物語、オラクル・亀卜のような占い、また聖書などにも見られ、それら同じ恐ろしさを探偵小説に応用したものと解説している。
上記のように推理小説（ミステリー作品）における見立て殺人の目的は、読者に異様な不気味さを与えるというものである。他方、それを実行する犯人の理由は様々であり、基本的には先入観を与えることで次の標的候補・犯行順序・犯行現場・凶器を予測させて探偵役（ひいては読者）を欺くことにあるが、ヴァン・ダインの『僧正殺人事件』のような異常な心理が主因という場合もままある。ただし、トリックに関係しない場合でも、見立てられないままに起こった殺人などをきっかけにして、犯人の糸口をつかむということはある。  
推理小説の歴史における最初期の見立て殺人はイギリス推理小説における童謡殺人であり、後述するようにマザー・グースを題材にした作品がよく見られる（ただし、乱歩は1919年発表の谷崎潤一郎『呪われた戯曲』を「筋書き殺人」の例に挙げている。この年にはフランスのモーリス・ルブランが、孤島に伝わる詩に沿って連続殺人が行われる『三十棺桶島』を刊行している）。

## 童謡殺人
見立てる対象が童謡の場合、特に「童謡殺人」と呼ばれる。中でも英米ではマザー・グースを題材にした殺人事件の物語というのが1つの定番としてみられ、比較的に早いものでは1924年のイーデン・フィルポッツ作『だれがコマドリを殺したのか?』がある。ただし、この作品はストーリーに見立て殺人があまり絡んでいない。
1929年に発表されたヴァン・ダインの『僧正殺人事件』は童謡殺人が主テーマとなっており、童謡殺人（ひいては見立て殺人）の嚆矢としてよく挙げられる。また、エラリー・クイーンもマザー・グースをテーマにした童謡殺人を2作（『靴に棲む老婆』『ダブル・ダブル』）書いている。
さらに、アガサ・クリスティはマザー・グースをテーマにした童謡殺人を2作（『そして誰もいなくなった』『ポケットにライ麦を』）書いており、前者はクローズド・サークルの傑作としてもよく知られている。
日本では英米の童謡殺人に影響を受けて書かれた横溝正史の『悪魔の手毬唄』が、架空の手毬唄を題材にした作品として知られている。また高木彬光の『一、二、三 - 死』では、「鬼の数え歌」の歌詞の順に連続殺人が起きている。
なお、童謡殺人の多くは童謡の歌詞が筋書きにあたるため後述の「筋書き殺人」にも該当するが、重複を避けるため童謡殺人に該当する作品については「筋書き殺人」での記述を省略する。

## 筋書き殺人
「筋書き殺人」の典型として、ヨーク・ハッターが書いた探偵小説『（仮題）ヴァニラ殺人事件』の筋書き通りに殺人が行われるバーナビー・ロス（エラリー・クイーンの別名義）作『Yの悲劇』（1932年）がよく知られている。   
また、アガサ・クリスティの『ABC殺人事件』（1935年）もよく知られている。作品中でAの地名ではAの頭文字の人物が、Bの地名ではBの頭文字の人物がとABC順に殺され、その殺人現場には「ABC鉄道案内」がそれぞれの地名のページが開かれて置かれていたというもので、「ABC鉄道案内」とアルファベットそのものが見立てに用いられている。   
日本では高木彬光の『呪縛の家』（1950年）が典型的で、「舜斎は宙を泳ぎて殺さるべし、澄子は水に浮かびて殺さるべし、烈子は火に包まれて殺さるべし、土岐子は地に埋もれて殺さるべし」の4つの予言に基づく連続殺人が描かれている。
他には横溝正史の諸作品がよく知られている。『獄門島』では有名な俳句に基づく連続殺人を扱い、『八つ墓村』では村の中で対（つい）として知られる「双子杉、博労、分限者、坊主、尼」に見立てられた殺人が、『犬神家の一族』では犬神家の家宝「斧・琴・菊（よき・こと・きく）」に見立てられた殺人が、それぞれ描かれている。